# Maria van der Pol-van der Linden
Maria van der Pol-van der Linden (Gameren, 28 september 1901 - Ravensbrück, 17 of 18 januari 1945) was een Nederlandse verzetsstrijdster in de Tweede Wereldoorlog. Tijdens de bezettingstijd gebruikte ze de naam 'mevrouw Brant'.

## Levensloop
Van der Linden werd geboren in Gameren, Gelderland. Ze was de dochter van landbouwer Lucas van der Linden en Ida van Suijdam. Van der Linden had een tweelingzus genaamd Maria Catharina van der Linden. Na de lagere school volgde Van der Linden een opleiding tot verpleegster.
Op 3 november 1926 trouwde ze in Utrecht met Willem Johannes van der Pol. Van der Linden was op dat moment woonachtig in Utrecht, haar man Van der Pol woonde in Eindhoven. Na hun huwelijk verhuizen zij naar Huis ‘de Zonnebloem’ aan de Voorbeek 7 in Aalst, gemeente Waalre, bij Eindhoven. Van der Pol was in Eindhoven werkzaam bij Philips.

## Tweede Wereldoorlog
Tijdens de Tweede Wereldoorlog sloot Van der Linden zich aan bij het verzet en werkte als koerierster. Zij gebruikte in het verzet de naam 'mevrouw Brant'. Haar man, die tevens actief was in het verzet, stond bekend onder de naam 'meneer Brant'. Ondanks dat zij beiden actief waren in het verzet, voerden zij hun werkzaamheden afzonderlijk van elkaar uit. Een van Van der Lindens werkzaamheden was het ophalen van voedsel voor onderduikers. Daarnaast bracht zij ook illegale bladen rond. Van der Linden hield vast aan het motto "Ik ben eraan begonnen, dus maak ik het af".
In de tuin van het echtpaar Van der Pol-van der Linden was een schuilplaats voor Joden en geallieerde piloten. Ook was Van der Linden betrokken bij de overval op een distributiekantoor en het bevolkingsregister in het Brabantse dorp Geldrop. Bij de overval op het bevolkingsregister werden persoonskaarten van mannen die tewerkgesteld zouden worden in Duitsland ontvreemd.

### Arrestatie en overlijden
In de nacht van 13 op 14 mei 1944 deed een Duitse eenheid een inval in een boerderij waar een mislukte wapen dropping door de Partizanen Actie Nederland (P.A.N.) had plaatsgevonden. Op dat moment kwam Van der Linden aanfietsen. Van der Linden wist te ontkomen, maar werd 10 dagen later opgepakt. Ze kwam terecht in de strafgevangenis van Scheveningen en werd via kamp Haren en Kamp Vught naar het vrouwenkamp Ravensbrück gedeporteerd.
Van der Linden overleed op 17 of 18 januari 1945 in Ravensbrück. Zij zou verplicht een "wit medicijn", een fatale dosis fenobarbital, hebben moeten innemen.

## Na de Tweede Wereldoorlog
Op 18 januari 1947 ontving zij voor haar hulp aan de geallieerde piloten postuum de Amerikaanse onderscheiding 'Medal of Freedom'. In Waalre is er een straat naar Van der Linden genoemd: de 'Mevrouw Brantlaan'.
- Biografisch Portaal: 70146656